# Taràssovka (Primórie)
|  | Per a altres significats, vegeu «Taràssovka». |

Taràssovka (en rus: Тарасовка) és un poble del krai de Primórie, a l'Extrem Orient de Rússia, que en el cens del 2010 tenia 198 habitants.